# Štítary (Znojmói járás)
Štítary település Csehországban, a Znojmói járásban. Štítary Zálesí, Chvalatice, Ctidružice, Pavlice, Onšov, Šumná, Lančov, Vranovská Ves és Vranov nad Dyjí településekkel határos. Lakosainak száma 701 fő (2024. január 1.).

## Népesség
A település lakosságának változását az alábbi diagram mutatja:
| Lakosok száma | 1055 | 1076 | 1068 | 897  | 712  | 663  | 631  | 618  | 581  | 701  |
|               | 1869 | 1900 | 1921 | 1961 | 1980 | 2011 | 2016 | 2019 | 2021 | 2024 |